# بول مارثا
بول مارثا (بالإنجليزية: Paul Martha)‏ هو لاعب كرة قدم أمريكية أمريكي، ولد في 22 يونيو 1942 في بيتسبرغ في الولايات المتحدة.

## وصلات خارجية
- بول مارثا على موقع مرجع كرة القدم المحترفة.كوم (الإنجليزية)